# Chiesa di San Francesco d'Assisi al Vomero

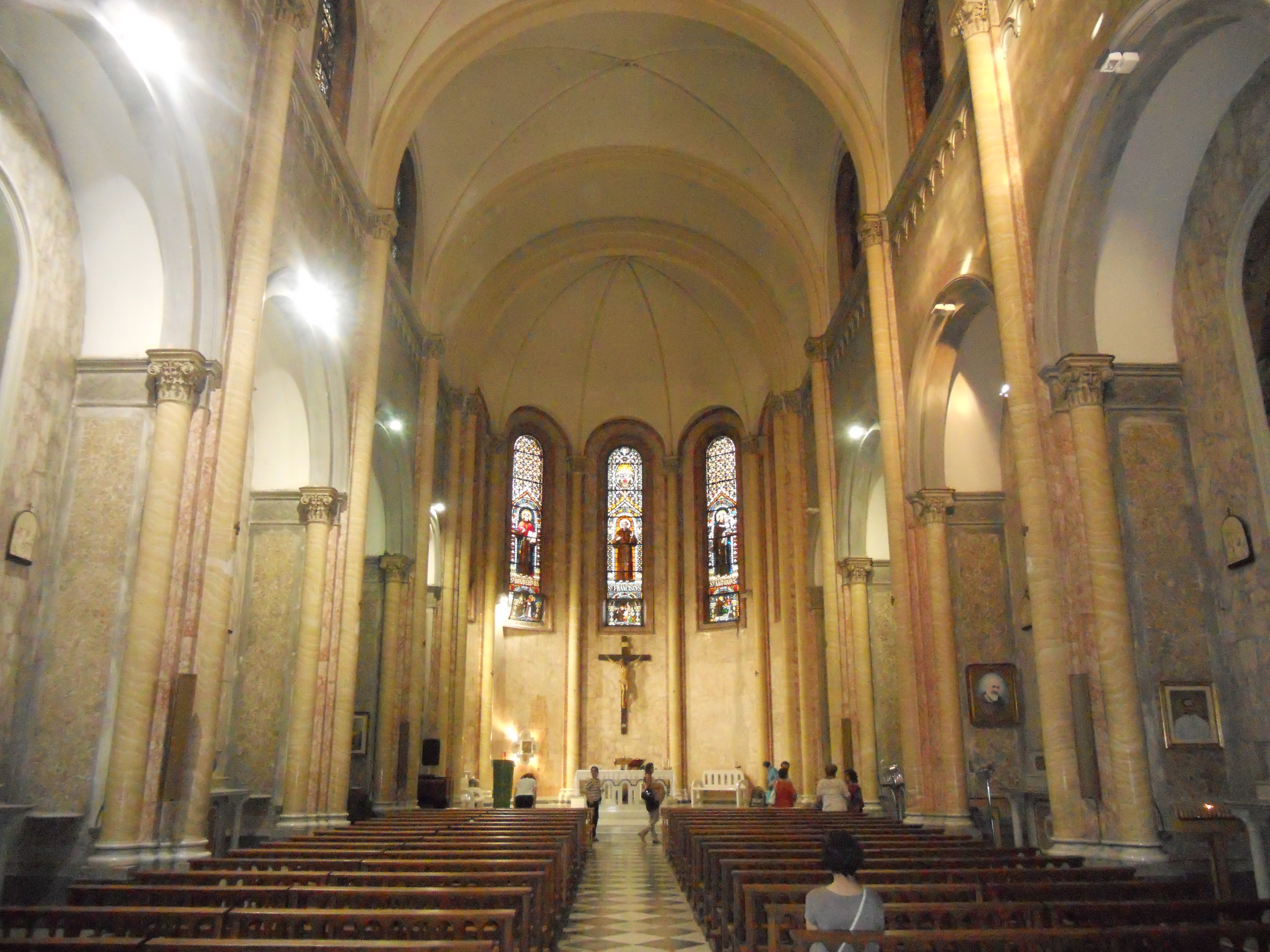
L'interno

La chiesa di San Francesco d'Assisi al Vomero è un luogo di culto cattolico di interesse storico di Napoli; è sita nel quartiere del Vomero.

## Storia e descrizione
La chiesa, il convento ed il chiostro, vennero costruiti tra il 1892-94, grazie ad un progetto di un ingegnere italiano, ma, sotto la direzione di un frate tedesco.
La facciata della chiesa, in stile neoromanico, è caratterizzata da due campaniletti a forma di pinnacolo disposti alla sommità. Più in basso si apre una trifora, mentre nel registro inferiore è presente il portale d'accesso impreziosito da una grande lunetta, la cui cornice, sostenuta da due coppie di colonne, risulta particolarmente aggettante.
L'interno è caratterizzato da un'alta navata, voltata a crociera, con finestroni dalle vetrate istoriate, tre cappelle per lato e abside. Le sei cappelle laterali presentano degli altari sormontati da quadri del frate pittore Andrea Beer. Vi si ammirano anche due scarabattoli lignei contengono due pregevoli sculture lignee ottocentesche di San Francesco d'Assisi e Sant'Antonio di Padova.
Annesso alla chiesa è il convento di due piani con chiostro a pianta quadrata. Vi si conserva una ricca collezione di dipinti, statue lignee devozionali e arredi.